# Aeromarine Flying Boat
Aeromarine Flying Boat – umowna nazwa amerykańskiej łodzi latającej z początku XX wieku. Według zachowanego zdjęcia był to jednomiejscowy, jednosilnikowy górnopłat w układzie kaczki z silnikiem pchającym.

## Historia
Według dostępnego źródła internetowego i zamieszczonego tam zdjęcia, samolot nazywał się Aeromarine Flying Boat i powstał około 1909. Zdjęcie przedstawia jednomiejscowy, jednosilnikowy górnopłat w układzie kaczki z silnikiem pchającym – rysunek takiego samego samolotu został zaprezentowany w magazynie Flight z 16 października 1914 w artykule „The Boland Aircraft and Jib Control” jako maszyna braci Boland.
Bracia Boland rozpoczęli w 1907 eksperymenty z maszynami cięższymi od powietrza – samolotami i w 1908 zaprezentowali publicznie dwupłatowy samolot w układzie kaczki. Około 1908 braci Boland założyli firmę Boland Aircraft and Motor Company. Pomiędzy 1908 (datą założenia firmy) a 1914 (datą jego publicznej prezentacji), bracia Boland zaprojektowali i zbudowali górnoplatową łódź latającą w układzie kaczki. W 1914, po śmierci Franka Bolanda, pozostali dwaj bracia Joseph i James sprzedali ich patenty i projekty firmie Aeromarine Plane and Motor Company.